# ميشال كليك
ميشال كليك هو لاعب كرة قدم سلوفاكي في مركز الوسط، ولد في 5 ديسمبر 1995 في سلوفاكيا. لعب مع نادي جيلينا ونادي سينيتسا.

## وصلات خارجية
- ميشال كليك على موقع قاعدة بيانات كرة القدم.إي يو (الإنجليزية)
- ميشال كليك على موقع Soccerway.com (الإنجليزية)